# Osteocephalus elkejungingerae
Espèce
Synonymes
- Osteocephalus mimeticus Melin, 1941
- Hyla elkejungingerae Henle, 1981
- Hyla mimetica Melin, 1941

Statut de conservation UICN

 LC  : Préoccupation mineure
Osteocephalus elkejungingerae ou Osteocephalus mimeticus est une espèce d'amphibien de la famille des Hylidés.

## Répartition
Cette espèce se rencontre de 260 à 1 650 m d'altitude de la région de San Martín à la région de Cuzco au Pérou et dans le département de Beni en Bolivie.

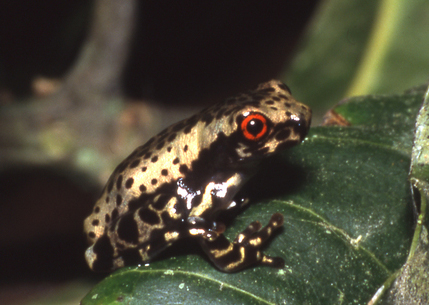
Osteocephalus elkejungingerae

## Étymologie
Cette espèce est nommée en l'honneur de Elke M. Junginger.

## Publication originale
- Henle, 1981 : Hyla elkejungingerae, ein neuer Hylide aus dem peruanischen Regenwald (Amphibia: Salientia: Hylidae) . Amphibia-Reptilia, vol. 2, no 2, p. 123-132.
- Melin, 1941 : Contributions to the knowledge of the Amphibia of South America. Göteborgs Kungliga Vetenskaps och Vitter-Hets Samhalles Handlingar, vol. 88, p. 1–71 (texte intégral).